# Bud Prager
Pour les articles homonymes, voir Prager.
Bud Prager est un manager américain né le 16 janvier 1929 à New York et mort d'un cancer de l'œsophage le 22 décembre 2008 à Montauk.
Il fut le président fondateur de E.S.P. Management, importante compagnie de management qui supervisa la carrière d'artistes et groupes très célèbres comme Foreigner, Megadeth, Bad Company ou encore les Damn Yankees.